# Hermann Weller
Pour les articles homonymes, voir Weller.
Hermann Weller, né à Schwäbisch Gmünd le 4 février 1878 et décédé à Tübingen le 9 décembre 1956, est un poète allemand de langue latine et un indologue.

## Biographie
Après avoir décroché son diplôme de lettres classiques à l'université de Tubingue, Hermann Weller fut professeur au gymnase d'Ellwangen puis directeur de celui d'Ehingen (Donau).
En 1930 il obtint la chaire d'études indo-européennes à l'université de Tubingue.
À côté de sa carrière professorale il se consacrait également aux lettres latines et participa de nombreuses fois au Certamen poeticum Hoeufftianum prestigieux concours littéraire pour favoriser les lettres latines et décerné par l'Académie royale néerlandaise des arts et des sciences. Il obtint ainsi douze fois le premier prix et de nombreuses autres fois la magna laus.
Il remporta aussi en 1926 le prix du Certamen Locrense lors de sa fondation en 1926.
Il était considéré de son temps dans toute l'Europe lettrée comme étant l'Horace du XXe siècle et il était devenu à ce point célèbre qu'en 1931 le conseil communal d'Ellwangen délibéra pour donner de son vivant son nom à une rue.

## La fameuse élégie Y
Fin 1937 il proposa au jury du Certamen Hoeufftianum une élégie intitulée "Y", qui lui fit mériter la médaille d'or de 1938.
Cette élégie désormais célèbre racontait l'histoire d'un rêve où l'on voyait les lettres de l'alphabet latin vouloir exclure de leur nombre la lettre Y car elle était différente des autres. La lettre Y tente de les convaincre de son droit à l'existence en usant d'arguments éthiques et rationnels, mais les autres lettres refusent en usant quant à elles d'arguments irrationnels et en recourant à la violence, (tel que la Nuit de Cristal). Mais un brusque réveil met fin à ce cauchemar. Ce poème de Weller était une accusation courageuse contre la politique raciste et antisémite des nazis. Et pourtant Weller ne fut pas inquiété pour cette satire antinazie car les brutaux personnages qui faisaient partie de ce parti ignoraient le latin et car aucun membre de la communauté humaniste internationale de son temps ne révéla l'existence de cet écrit en langue vulgaire.
Hermann Weller est considéré comme faisant partie de l'émigration intérieure sous le régime nazi.

## Œuvres
- Hermann Weller, Anahita : Grundlegendes zur Arischen Metrik, yast v metrisch herausgegeben, ubersetzt und erklart von Hermann Weller, Stuttgart etc.: Kohlhammer, 1938
- Hermanni Weller et al., Homines primi : carmen praemio aureo ornatum in certamine poetico Hoeufftiano; accedunt tria carmina laudata, Amstelodami : Academia regia disciplinarum nederlandica, 1930
- Ardvisur Yast, Yast V., Weller H., Anahita : Grundlegendes zur arischen Metrik, Yast V metrisch, hrsg., ubers. und erkl. von H. Weller, Stuttgart : Kohlhammer, 1938
- Hermann Weller, Juventus renovata, Carmen, Amstelodami : Academia Disciplinarum Nederlandica, 1940
- Hermann Weller, Prometheus : carmen Hermanni Weller tubingani : in certamne poetico hoeufftiano magna laude ornatum, Amstelodami : Academia regia disciplinarum nederlandica, 1934
- Hermann Weller e Vittorio Genovesi, Disceptatio amantium Hermanni Weller, Et Roma caput mundi Victorii Genovesi, carmina certaminis poetici hoeufftiani, Amstelodami : Academia regia disciplinarum nederlandica, 1935
- Hermann Weller e Vincenzo Polidori, Alfredo Bartoli e Vittorio Genovesi, Prope sacellum Ioannis Pascoli Vincentii Polydori, Vicendemus...in aenigmate Hermanni Weller, Dulce solum Alafridi Bartoli, Satanas Victorii Genovesi, Primus Horatii magister Alafridi Bartoli, Amstelodami : Academia regia disciplinarum nederlandica, 1937
- Hermann Weller e Vittorio Genovesi, Y, Ara Pacis Hermanni Weller, Communia vitae, Vere novo Victorii Genovesi, Amstelodami : Academia regia disciplinarum nederlandica, 1938
- Hermann Weller, Templum divini spiritus, Amstelodami : Academia disciplinarum nederlandica, 1941
- Hermann Weller, Dismas, Amstelodami : Academia disciplinarum nederlandica, 1942
- Hermann Weller e Vittorio Genovesi, Taedium vitae, carmen Victorii Genovesi, Peregrina, carmen Hermanni Weller, Amstelodami : Academia disciplinarum nederlandica, 1943
- Hermann Weller, Hegesias : carmen praemio aureo ornatum in certamine poetico Hoeufftiano, accedunt quatuor carmina laudata, Amstelodami : Academia Regia disciplinarum Nederlandica, 1912
- Hermann Weller, Natale solum : carmen praemio aureo ornatum in certamine poetico Hoefftiano, accedunt duo carmina laudata, Amstelodami : Academia Regia, 1925
- Hermann Weller, Vestalis : carmen praemio aureo ornatum in certamine poetico Hoeufftiano; accedunt duo carmina laudata, Amstelodami : Academia Regia, 1927
- Hermann Weller, Ad astra et Res multum dissonae verbis : carmina in certamine poetico Houfftiano magna laude ornata, Amstelodami : Academia Regia disciplinarium, 1929
- Hermann Weller, Daedalus et Elpenor : carmen praemio aureo ornatum in certamine poetico Hoeufftiano, accedunt tria carmina laudata, Amstelodami : Academia Regia disciplinarum Nederlandica, 1924
- Hermann Weller, Europa : carmen praemio aureo ornatum in certamine poetico Hoeufftiano; accedunt quatuor carmina laudata, Amstelodami : Academia Regia disciplinarum Nederlandica., 1923
- Hermann Weller, Venus et Mars : carmen praemio aureo ornatum in certamine poetico Hoeufftiano; accedunt duo carmina laudata, Amstelodami : Academia Regia disciplinarum Nederlandica, 1926
- Hermann Weller, Carmina latina, Tubingae : sumptus fecit H. Laupp jr, 1938
- Hermann Weller, Lucius : carmen in certamine poetico Hoeufftiano magna laude ornatum, Amstelodami : Academia Regia Disciplinarum Nederlandica, 1928

### Édition récente
- Carmina Latina, 2de. édition augmentée, Tubingue, 1946